# Tatra 80
La Tatra 80 est un véhicule du constructeur Tatra construit entre 1931 et 1935.

## Source de la traduction
- (en) Cet article est partiellement ou en totalité issu de l’article de Wikipédia en anglais intitulé « Tatra 80 » (voir la liste des auteurs).